# Archaeopodagrion bicorne
Archaeopodagrion bicorne är en trollsländeart som beskrevs av Kennedy 1939. Archaeopodagrion bicorne ingår i släktet Archaeopodagrion och familjen Megapodagrionidae. Inga underarter finns listade i Catalogue of Life.